# أولاد حمدان (لقواسم لكواملة)
أولاد حمدان هو دُوَّار يقع بجماعة زاوية لقواسم، إقليم الجديدة، جهة الدار البيضاء سطات في المملكة المغربية. ينتمي الدوّار لمشيخة لقواسم لكواملة التي تضم 16 دوار. يقدر عدد سكانه بـ 1608 نسمة حسب الإحصاء الرسمي للسكان والسكنى لسنة 2004.

## روابط خارجية
- البوابة الوطنية للجماعات الترابية
- المندوبية السامية للتخطيط